# 托尼奖最佳音乐剧
托尼奖最佳音乐剧从1949年开始颁发。

## 历届提名及获奖名单

### 1940年代
- 1949年： 《野蛮公主》 – 作曲与作词：Cole Porter；剧本：Samuel Spewack、Bella Spewack。（改编自莎士比亚原著《驯悍记》）

### 1950年代
- 1950年： 《南太平洋》 – 作曲：Richard Rodgers；作词：Oscar Hammerstein II；剧本：Oscar Hammerstein II、Joshua Logan。（改编自詹姆斯·A ·米切纳夏威夷原著《南太平洋传奇》）

- 1951年： 《红男绿女》 – 作曲与作词：Frank Loesser；剧本：Jo Swerling、Abe Burrows。（改编自达蒙·鲁尼恩原著《莎拉·布朗小姐的田园歌》和《血压》）

- 1952年： 《国王与我》 – 作曲：Richard Rodgers；剧本与作词：Oscar Hammerstein II。（改编自玛格丽特·兰登原著《安娜与暹罗国王》）

- 1953年： 《迷人的城市》 – 作曲：Leonard Bernstein；作词Betty Comden、Adolph Green；剧本：Joseph Fields、Jerome Chodorov]]。（改编自Ruth McKenney原著《艾琳妹妹》）

- 1954年： 《命运》 – 作曲：Alexander Borodin；改编与作词：Robert Wright、George Forrest；剧本：Charles Lederer、Luther Davis。（改编自Edward Knoblock原著《命运》）

- 1955年： 《睡衣游戏》 – 作曲与作词：Richard Adler、Jerry Ross；剧本：George Abbott、Richard Pike Bissell。（改编自Bissell原著《七又二分之一美分》）
  - 《春江花月夜》 – 作曲与作词：Harold Rome；剧本：S. N. Behrman、Joshua Logan（根据Marcel Pagnol原著《玛瑞斯》、《凯撒》与《范尼》改变）
  - 《彼得·潘》 – 作曲：Moose Charlap；作词：Carolyn Leigh；补充作曲：Jule Styne；补充作词：Betty Comden、Adolph Green（改编自J. M. Barrie原著《彼得与温迪》）
  - 《Plain and Fancy》 – 作曲：Albert Hague；作词：Arnold Horwitt；剧本：Joseph Stein、Will Glickman
  - 《丝袜》 – 作曲：Cole Porter；剧本：George S. Kaufman、Leueen MacGrath、Abe Burrows（改编自Melchior Lengyel原著《尼诺奇卡》）

- 1956年： 《该死的美国佬》(又名《失魂記》) – 剧本：George Abbott、Douglass Wallop；作曲：Richard Adler、Jerry Ross（改编自Wallop原著《The Year the Yankees Lost the Pennant》）
  - 《黄粱美梦》 – 剧本与作词：Oscar Hammerstein II；作曲：Richard Rodgers；（改编自John Steinbeck原著《甜蜜的星期三》）

- 1957年： 《窈窕淑女》 – 剧本与作词：Alan Jay Lerner；作词：Frederick Loewe（改编自George Bernard Shaw原著《皮革马利翁》）
  - 《铃声在响》 – 剧本与作词：Betty Comden、Adolph Green；作曲：Jule Styne
  - 《憨第德》(又名《老實人》) – 剧本：Lillian Hellman；作曲：Leonard Bernstein；作词：Richard Wilbur（改编自小说《伏尔泰》）
  - 《最幸福的人》– 剧本、作曲和作词：Frank Loesser（改编自Sidney Howard原著《知己知彼》）

- 1958年： 《歡樂音樂妙無窮》 – 剧本：Meredith Willson、Franklin Lacey；作曲与作词：Willson
  - 《西城故事》 – 剧本：Arthur Laurents；作曲：Leonard Bernstein；作词：Stephen Sondheim.
  - 《镇上新来的女孩》 – 剧本：George Abbott；作曲与作词：Bob Merrill（改编自尤金.奥尼尔原著《安娜·克里斯蒂》）
  - 《哦，船长！》 – 剧本：Al Morgan、José Ferrer；作词和作曲：Jay Livingston、Ray Evans（改编自影片《船长的天堂》）
  - 《牙买加》 – 剧本：E. Y. Harburg、弗雷德·赛得利；作曲：Harold Arlen；作词： E. Y. Harburg.

- 1959年： 《褐髮女郎》 – 剧本：Herbert Fields、Dorothy Fields、Sidney Sheldon、David Shaw；作曲：Albert Hague；作词：Dorothy Fields
  - 《花鼓戏》 – 剧本：Oscar Hammerstein II、Joseph Fields；作词：Oscar Hammerstein II；作曲：Richard Rodgers（改编自C. Y. Lee原著《花鼓戏》）
  - 《La Plume de Ma Tante》 – 编导：Robert Dhery；作曲：Gérard Calvi；英文歌词：Ross Parker

### 1980年代
- 1980年： 《艾薇塔》 – 劇本：Tim Rice；作曲：Andrew Lloyd Webber；作词：Tim Rice
  - 《在好萊塢的一天/在烏克蘭的一天》 – 剧本：Dick Vosburgh；作曲：Frank Lazarus；作词：Dick Vosburgh
  - 《巴納姆》 – 构思：Mark Bramble；作曲：Cy Coleman；作词：Michael Stewart(改编自P. T. Barnum生涯)
  - 《甜心寶貝》 – 剧本：Ralph G. Allen；作曲：Jimmy McHugh；作词：Al Dubin & Dorothy Fields

### 1990年代
- 1995年： 《日落大道》 – 剧本：克里斯多夫·汉普顿、丹·布莱克；作词：丹·布莱克；作曲：安德鲁·韦伯。(改编自同名电影《日落大道》)
  - 《乔的咖啡屋》 – 作曲/作词：杰瑞·雷柏尔、迈克·斯多勒

- 1996年： 《吉屋出租》 – 剧本、作曲与作词：乔纳森·拉尔森。(改编自乔柯摩·普契尼创作歌剧：《波希米亚生涯》)
  - 《踢踏春秋》 – 剧本：雷格·E·盖恩斯；歌词：雷格·E·盖恩斯、乔治·C·伍尔夫、Ann Duquesnay；作曲：达瑞尔·沃特斯、赞恩·马克、Ann Duquesnay
  - 《预知死亡纪事》 – 改编剧本：Graciela Daniele、吉姆·刘易斯。(改编自鲍勃·泰尔森原著《贾西亚·马奎斯》)
  - 《星上舞》 – 剧本：迈克尔·李兹；作词：强尼·博克；作曲：various composers

- 1997年： 《泰坦尼克号》 – 剧本：Peter Stone；作曲与作词：Maury Yeston
  - 《Juan Darien》 – 剧本：Elliot Goldenthal、Julie Taymor；作词：Elliot Goldenthal；作曲：Elliot Goldenthal
  - 《钢铁码头》 – 剧本：David Thompson；作词：Fred Ebb；作曲：John Kander
  - 《生活》 – 剧本：Cy Coleman、David Newman、Ira Gasman；作词：Ira Gasman；作曲：Cy Coleman

- 1998年： 《狮子王》 – 剧本：Roger Allers、Irene Mecchi；作词：Tim Rice；作曲：Elton John；附加作词作曲：Lebo M、Mark Mancina、Jay Rifkin、Julie Taymor、Hans Zimmer （改编自动画电影《狮子王》）
  - 《附带的演出》 – 剧本与作词：Bill Russell；作曲：Henry Kreiger
  - 《红花侠》 – 剧本与作词：Nan Knighton；作曲：Frank Wildhorn
  - 《拉格泰姆》 – 剧本：Terrence McNally；作词：Lynn Ahrens；作曲：Stephen Flaherty

- 1999年： 《佛西》 – 剧情构思：Richard Maltby, Jr.、Chet Walker、Ann Reinking；作曲与作词：various composers（來自舞蹈家鮑伯·佛西的編舞集大成之作）
  - 《内战》 – 剧本：Gregory Boyd、Frank Wildhorn；作词：Jack Murphy；作曲：Frank Wildhorn
  - 《什麼都沒有除了藍調》 – 剧本：Charles Bevel、Lita Gaithers、Randal Myler、Ron Taylor、Dan Wheetman；作曲与作词：various composers
  - 《游行》 – 剧本：Alfred Uhry；作曲与作词：Jason Robert Brown

### 2000年代
- 2000年： 《接触》 – 构思：Susan Stroman、John Weidman；剧本：John Weidman；作曲与作词：various composers
  - 《杰姆斯·乔伊斯之死》 – 剧本：Richard Nelson；作曲：Shaun Davey；作词：Richard Nelson、Shaun Davey
  - 《Swing!》 – 构思：Paul Kelley；作词与作曲：various composers
  - 《野宴》 – 剧本：Michael John LaChiusa、George C. Wolfe；作曲与作词：Michael John LaChiusa

- 2001年： 《制作人》 – 剧本：Mel Brooks、Thomas Meehan；作曲与作词：Mel Brooks（改编自电影《制作人》）
  - 《A Class Act》 – 剧本：Linda Kline、Lonny Price；作曲与作词：Edward Kleban
  - 《一脱到底》 – 剧本：Terrence McNally；作曲与作词：David Yazbek
  - 《简·爱》 – 剧本：John Caird；作词：John Caird、Paul Gordon；作曲：Paul Gordon

- 2002年： 《蜜莉姑娘》 – 剧本：Richard Morris、Dick Scanlan, new lyrics by Dick Scanlan；作曲：Jeanine Tesori （改编自同名电影《蜜莉姑娘》）
  - 《妈妈咪呀！》 – 剧本：Catherine Johnson；作曲作词：Benny Andersson、Björn Ulvaeus
  - 《成功的滋味》 – 剧本：John Guare；作词：Craig Carnelia；作曲Marvin Hamlisch
  - 《尿镇》 – 剧本：Greg Kotis；作词：Greg Kotis、Mark Hollman；作曲：Mark Hollman

- 2003年： 《发胶明星夢》 – 剧本：Mark O'Donnell、Thomas Meehan；作曲：Marc Shaiman；作词：Scott Wittman、Marc Shaiman （改编自1988年同名电影《发胶》）
  - 《爱》 – 剧本与法语作词：Didier Van Cauwelaert；剧本改编与英语作词Jeremy Sams；作曲：Michel Legrand
  - 《与青蛙和蛤蟆共度一年》 – 剧本与作词：Willie Reale；作曲：Robert Reale
  - 《Movin' Out》 – 情节构思：Twyla Tharp；作曲与作词：Billy Joel

- 2004年： 《Q大道》 – 剧本：Jeff Whitty；作曲与作词：Robert Lopez、Jeff Marx
  - 《来自奥兹的男孩》 – 剧本：Martin Sherman（Nick Enright原著）；作曲与作词：Peter Allen
  - 《卡罗琳，或名：转变》 – 剧本与作词：Tony Kushner；作曲：Jeanine Tesori
  - 《女巫前傳》 – 剧本：Winnie Holzman；作曲与作词：Stephen Schwartz

- 2005年： 《火腿骑士》 – 剧本：Eric Idle；作曲：John Du Prez、Eric Idle；作词：Eric Idle （改编自电影《巨蟒与圣杯》）
  - 《晴光翡冷翠》 – 剧本：Craig Lucas；作曲与作词：Adam Guettel
  - 《偷心大少》 – 剧本：Jeffrey Lane；作曲与作词：David Yazbek
  - 《第25届普特南县拼字比赛》 – 剧本：Rachel Sheinkin；作曲与作词：William Finn

- 2006年： 《泽西男孩》 – 剧本：Marshall Brickman、Rick Elice；作曲与作词：Bob Gaudio、Bob Crewe。（改编自乐队的四季男孩的真实生活）
  - 《紫色》 – 剧本：Marsha Norman；作曲与作词：Brenda Russell、Allee Willis、Stephen Bray
  - 《半醉的护花使者》 – 剧本：Bob Martin、Don McKellar；作曲与作词：Lisa Lambert、Greg Morrison
  - 《婚礼歌手》 – 剧本：Tim Herlihy、Chad Beguelin；作曲：Matthew Sklar作词：Chad Beguelin

- 2007年： 《春之觉醒》 – 剧本：Steven Sater；作曲：Duncan Sheik；作词：Steven Sater。（改编自Frank Wedekind原创的同名话剧）
  - 《大幕》 – 剧本：Rupert Holmes；作曲：John Kander；作词：Fred Ebb
  - 《灰色花园》 – 剧本：Doug Wright；作曲：Scott Frankel；作词：Michael Korie
  - 《欢乐满人间》 – 剧本：Julian Fellowes；作曲与作词：Robert B. Sherman、Richard M. Sherman、George Stiles、Anthony Drewe

- 2008年： 《紐約高地》 – 剧本：Quiara Alegría Hudes；作曲与作词：Lin-Manuel Miranda
  - 《哭泣宝贝》 – 剧本：Mark O'Donnell、Thomas Meehan；作词：David Javerbaum；作曲：Adam Schlesinger
  - 《陌路相逢》 – 剧本与作词：Stew；作曲：Stew、Heidi Rodewald
  - 《世外桃源》 – 剧本：Douglas Carter Beane；作曲与作词：Jeff Lynne、John Farrar

- 2009年： 《舞动人生》 – 剧本与作词：Lee Hall；作曲：Elton John。（改编自同名电影《舞动人生》）
  - 《近乎正常》 – 剧本与作词：Brian Yorkey；作曲Tom Kitt
  - 《摇滚年代》– 剧本：Chris D'Arienzo；作曲与作词：various composers
  - 《史瑞克》 – 剧本与作词：David Lindsay-Abaire；作曲：Jeanine Tesori

### 2010年代
- 2010年： 《孟斐斯》 – 剧本与作词：Joe DiPietro；作曲与作词：David Bryan
  - 《美国白痴》 – 剧本：Michael Mayer；剧本与作词：Billie Joe Armstrong；作曲Green Day
  - 《费拉》 – 剧本：Bill T. Jones、Jim Lewis；作曲与作词：Fela Kuti
  - 《百万英镑四重奏》 – 剧本：Colin Escott、Floyd Mutrux；作曲与作词：various composers

- 2011年： 《摩门经》 – 剧本、作曲与作词：Trey Parker、Robert Lopez、Matt Stone
  - 《猫鼠游戏》 – 剧本：Terrence McNally；作曲与作词：Marc Shaiman；作词：Scott Wittman
  - 《斯科茨伯勒男孩》 – 剧本：David Thompson；作曲与作词John Kander、Fred Ebb
  - 《修女也疯狂》 – 剧本：Cheri Steinkellner、Bill Steinkellner、Douglas Carter Beane；作曲：Alan Menken；作词：Glenn Slater

- 2012年：《曾经》 – 剧本：Enda Walsh；作曲与作词：Glen Hansard & Markéta Irglová
  - 《信仰的飞跃》  - 剧本：Janus Cercone & Glenn Slater；作曲：Alan Menken；作词：Slater
  - 《报童传奇》 - 剧本：Harvey Fierstein；作曲：Menken；作词：Jack Feldman
  - 《如果你找得到好工作》 - 剧本：Joe DiPietro；作曲：George Gershwin；作词：Ira Gershwin

- 2013年：《长靴妖姬》 - 剧本：Harvey Fierstein；作曲与作词：Cyndi Lauper
  - 《魅力四射》 - 剧本：Jeff Whitty；作曲：Tom Kitt & Lin-Manuel Miranda；作词：Amanda Green & Miranda
  - 《圣诞故事：音乐剧》 - 剧本：Joseph Robinette；作曲与作词：Pasek & Paul
  - 《瑪蒂達》 - 剧本：Dennis Kelly；作曲与作词：Tim Minchin。 （改編自繪本《瑪蒂達》）

- 2014年：《爱与谋杀的绅士指南》 - 剧本：Robert L. Freedman；作曲：Steven Lutvak；作词：Freedman & Lutvak
  - 《午夜爵士秀》 - 剧本：Jack Viertel；多人作曲与作词
  - 《阿拉丁》 -剧本：Chad Beguelin；作曲：Alan Menken；作词：Howard Ashman, Beguelin, & Tim Rice
  - 《美丽：卡罗尔·金的音乐剧》 - 剧本：Douglas McGrath；作曲与作词：Gerry Goffin, Carole King, Barry Mann & Cynthia Weil

- 2015年：《悲喜交家》 - 剧本：Lisa Kron；作曲：Jeanine Tesori；作词：Kron；
  - 《一个美国人在巴黎》 - 剧本：Craig Lucas；作曲：George Gershwin；作词：Ira Gershwin
  - 《烂东西》 - 剧本：Karey Kirkpatrick & John O'Farrell；作曲与作词：K. & Wayne Kirkpatrick
  - 《來訪》 - 剧本：Terrence McNally；作曲：John Kander；作词：Fred Ebb

- 2016年：《汉密尔顿》 - 剧本、作曲与作词：Lin-Manuel Miranda
  - 《明亮的星》 - 剧本：Steve Martin；作曲：Edie Brickell & Martin；作词：Brickell
  - 《摇滚教室》 - 剧本：Julian Fellowes；作曲：Andrew Lloyd Webber；作词：Glenn Slater。 （改編自同名電影《搖滾教室》）
  - 《跟着摇摆》 - 剧本：Terrence McNally；作曲：John Kander；作词：Fred Ebb
  - 《女服務生》 - 剧本：Jessie Nelson；作曲與作词：Sara Bareilles

- 2017年：《致埃文·汉森》 - 剧本：Steven Levenson；作曲与作词：Benj Pasek & Justin Paul
  - 《自远方來》 - 剧本、作曲与作词：David Hein & Irene Sankoff。 （改編自911事件真實故事）
  - 《土拨鼠日》 - 剧本：Danny Rubin；作曲与作词：Tim Minchin
  - 《娜塔莎、皮埃尔与1812年的大彗星》 - 剧本、作曲与作词：Dave Malloy

- 2018年：《樂隊來訪時》 - 剧本：Itamar Moses；作曲与作词：David Yazbek。 （改編自同名電影《樂隊來訪時》）
  - 《海綿寶寶：百老匯音樂劇》 - 剧本：Kyle Jarrow；作曲与作词：多人共同創作。（改編自卡通《海綿寶寶》）
  - 《辣妹過招》 - 剧本：Tina Fey；作曲：Jeff Richmond &；作词：Nell Benjamin。（改編自同名電影《辣妹過招》）
  - 《冰雪奇緣》 - 剧本：Jennifer Lee；作曲与作词：Kristen Anderson-Lopez & Robert Lopez。（改編自同名電影《冰雪奇緣》）

- 2019年：《冥界》 - 剧本、作曲与作词：Anaïs Mitchell
  - 《陰間大法師》 - 剧本：Scott Brown & Anthony King；作曲与作词：Eddie Perfect。 （改編自同名電影《陰間大法師》）
  - 《舞會》 - 剧本：Chad Beguelin & Bob Martin；作曲：Matthew；作词：Beguelin
  - 《窈窕淑男》 - 剧本：Robert Horn；作曲与作词：David Yazbek。（改編自同名電影《窈窕淑男》）
  - 《誘惑合唱團》 - 剧本：Dominique Morisseau；作曲与作词：The Temptations。（改編自樂團誘惑合唱團的真實生活）

### 2020年代
- 2020年：《紅磨坊》 - 剧本：John Logan；作曲與作词：多人共同創作。（改編自同名電影《紅磨坊》）
  - 《破碎小藥丸》 - 剧本：Diablo Cody；作曲：Glen Ballard & Alanis Morissette；作词：Alanis Morissette。
  - 《蒂娜》 - 剧本：Katori Hall, Frank Ketelaar & Kees Prins；作曲與作词：多人共同創作。（改編自蒂娜·透娜的真實生活）

- 2021年：
  - 無

- 2022年：《奇怪的循環》 - 剧本、作曲与作词：Michael R. Jackson。
  - 《來自北方的女孩》 - 剧本：Conor McPherson；作曲与作词：Bob Dylan 。
  - 《麥可·傑克森》 - 剧本：Lynn Nottage；作曲與作词：多人共同創作。（改編自麥可·傑克森的真實生活）
  - 《星期六之夜先生》 - 剧本：Billy Crystal, Lowell Ganz & Babaloo Mandel；作曲：Jason Robert Brown；作詞：Amanda Green。（改編自同名電影《週六夜先生》）
  - 《天堂廣場》 - 剧本：Christina Anderson, Craig Lucas & Larry Kirwan；；作曲：Jason Howland；作詞：Nathan Tysen & Masi Asare。
  - 《六位皇后》 - 剧本、作曲与作词：Toby Marlow & Lucy Moss。（改編自亨利八世六位皇后們的真實故事）

- 2023年：
  - 《與茱麗葉》 - 剧本：David West Read；作曲与作词：Max Martin與多人共同創作 。
  - 《金寶麗·阿金波》 - 剧本：David Lindsay-Abaire；作曲：Jeanine Tesori；作词：David Lindsay-Abaire。
  - 《紐約，紐約》 - 剧本：David Thompson & Sharon Washington；作曲：John Kander；作詞：Fred Ebb, Lin-Manuel Miranda, John Kander。（改編自同名電影《紐約，紐約 》）
  - 《去殼》 - 剧本：Robert Horn；作曲與作詞：Brandy Clark & Shane McAnally。
  - 《熱情如火》 - 剧本：Matthew López & Amber Ruffin；作曲：Marc Shaiman；作词：Marc Shaiman & Scott Wittman。（改編自同名電影《熱情如火》）

## 相关连接
- 官方网站 （页面存档备份，存于）